# Ivan Roots
Ivan Alan Roots (3 de marzo de 1921, Maidstone, Kent - 8 de febrero de 2015) fue un historiador británico, conocido como autor de La Gran Rebelión (1966) y un destacado experto en Oliver Cromwell.

## Biografía
Ivan Roots fue uno de los cinco hijos de Frank Roots y su esposa Ellen, nacida Snashfold. Asistió a la Escuela de Gramática de Maidstone y luego estudió en el Balliol College de Oxford. En Oxford fue tutorado por Christopher Hill y desarrolló un interés en la historia de Inglaterra en el siglo XVII, especialmente en el período 1649-1660 y en los radicales protestantes conocidos como los Cavadores. Después de graduarse en 1941, se unió al Cuerpo de Señales Reales y sirvió en India y Birmania. Participó en la Batalla de la Caja de Administración en Birmania en 1944 y dejó el ejército con el rango de capitán.
Después de la Segunda Guerra Mundial, Roots obtuvo una cátedra en Universidad de Cardiff.

En 1967, Roots se trasladó de Cardiff a una cátedra de historia en Exeter, donde fue decano de la Facultad de Artes (1974-77) y, a partir de 1977, jefe del departamento de Historia, luego el primer jefe del departamento reorganizado de Historia y Arqueología. Junto con Maurice Goldsmith, del departamento de Política de Exeter, estableció The Rota, una empresa editorial que puso a disposición, en los días previos a internet, copias facsímil de tratados y libros escasos del siglo XVII.

Su obra más conocida es La Gran Rebelión, 1642-1660, que apareció por primera vez en 1966 y aún se encuentra en circulación hoy en día. ... Entre los académicos también será recordado por su primer trabajo académico publicado, El Comité de Stafford 1643-5, una edición del libro de órdenes del comité del condado de Staffordshire, un proyecto colaborativo con Pennington. Estudios posteriores sobre la administración local de 1640-60 hacen referencia inevitablemente a este texto pionero. También escribió varios artículos influyentes sobre aspectos de la gobernanza cromwelliana y fue responsable de nuevas impresiones de dos textos importantes de la década de 1640 y 1650. En 1974 reeditó El Diario de Thomas Burton, publicado por primera vez en 1828 y una fuente inmensamente valiosa; ese mismo año estuvo detrás de una nueva edición de Puritanismo y Libertad de A.S.P. Woodhouse, que contiene el texto más accesible de los Debates de Putney de 1647. 

Roots fue durante 12 años, desde finales de la década de 1970, presidente de la Asociación Cromwell (que fue iniciada en 1937 por Isaac Foot). Se casó en 1947 y fue padre de un hijo y una hija.

## Publicaciones seleccionadas
- con Donald Pennington (ed.): El Comité de Stafford, 1643–1645 (1957)
- La Gran Rebelión (1966)
- (ed.): En Otro Molde: Aspectos del Interregno (1981)
- El Levantamiento de Monmouth (1986)
- (ed.): Discursos de Oliver Cromwell (1989)
- Devon Cromwelliano y de la Restauración (2003)